# Kirakuni / Together
Singles de Crystal Kay
Two As One
(2005) Kitto Eien ni
(2007)
Kirakuni / Together est le 19e single de la chanteuse Crystal Kay sorti sous le label Sony Music Entertainment Japan le 8 février 2006 au Japon. Il atteint la 27e place au classement de l'Oricon et reste classé cinq semaines.
Together a été utilisé comme thème musical pour les Jeux Olympiques d'Hiver de 2006. Les deux chansons se trouvent sur l'album Call Me Miss.... Kirakuni se trouve aussi sur la compilation Best of Crystal Kay.

## Liste des titres
| 1. | Kirakuni                                   | James Haris & Terry Lewis, Crystal Kay | James Haris & Terry Lewis, Crystal Kay | 4:15 |
| 2. | Together                                   | Ayu Harukazu                           | Takuya Harada                          | 3:40 |
| 3. | Koi ni Ochitara (kut Remix) (恋におちたら) | H.U.B.                                 | Sakazume Misako                        | 4:26 |
| 4. | Kirakuni (Instrumental)                    | James Haris & Terry Lewis, Crystal Kay | James Haris & Terry Lewis, Crystal Kay | 4:14 |